# Towarzystwo Przytułku św. Franciszka Salezego w Warszawie
Towarzystwo Przytułku św. Franciszka Salezego w Warszawie – świecka organizacja pożytku publicznego w Warszawie. 
Głównym celem statutowym organizacji jest pomoc społeczna w tym filantropijna na rzecz osób znajdujących się w trudnej sytuacji życiowej lub materialnej, w szczególności niesiona starcom obojga płci lub osobom niepełnosprawnym niezdolnym do pracy zarobkowej. Cel realizowany jest przez jednostkę podległą – Dom Pomocy Społecznej im. Franciszka Salezego w Warszawie, prowadzącą całodobową opiekę nad osobami somatycznie chorymi. 

## Historia
1882–1894 – działalność grupy osób skupionych wokół pracy charytatywnej pod nazwą „Opieka św. Józefa dla biednych i dzieci”; 
1895 – przekształcenie w Radę Opiekunów „Przytułku św. Franciszka Salezego”;
- Opiekunowie główni: ksiądz biskup Kazimierz Ruszkiewicz i hr. Kazimierz Sobański;

- Opiekunki główne: hrabina Maria Sobańska i baronowa Aleksandra Weyssenhoff;

- Sekretarz: ksiądz Euzebiusz Brzeziewicz;

- Kierowniczka Przytułku: Anna Kobylińska SM;

1903 – zatwierdzenie statutu,  przyjęcie nazwy „Towarzystwo Przytułku św. Franciszka Salezego w Warszawie”

## Siedziba
Historyczną siedzibą od 1897 r., do chwili obecnej, jest kompleks budynków przy ul. Solec 36a w Warszawie. 
W zbiorach archiwalnych Towarzystwa znajduje się dokumentacja historyczna, na którą składają się między innymi: plany Władysława Marconiego i Edwarda Cichockiego z 1895 roku, zdjęcia lotnicze z 1916 roku, fotografie z okresu II wojny światowej (ruiny domu) czy fotografie z roku 2015 (remont siedziby Towarzystwa).  

## Prezesi

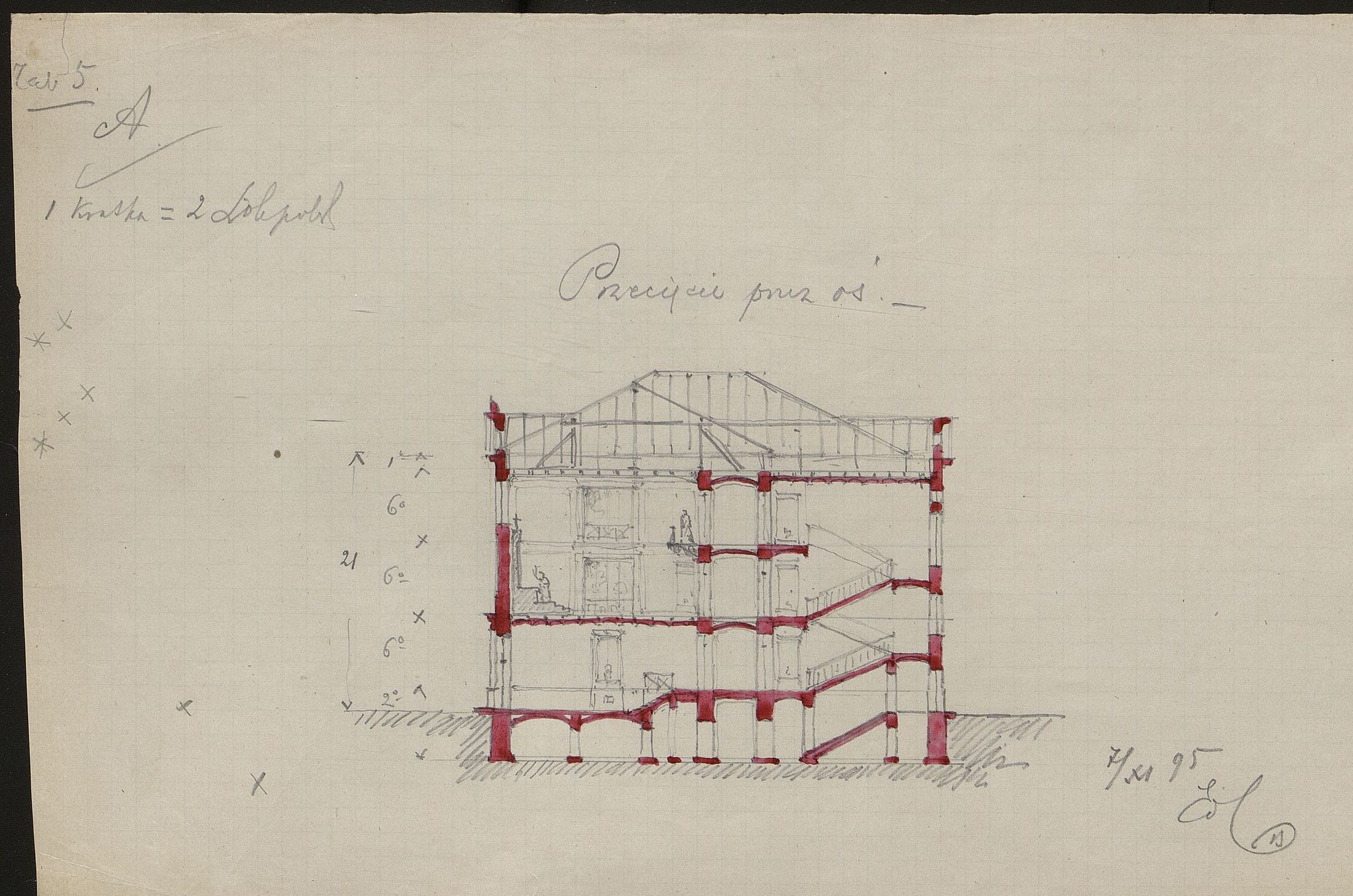
8 listopada 1895. Szkic do projektu budowy domu przytułku dla Starców obojej płci w Warszawie przy ulicy Solec 36a. Przecięcie przez oś. Autor projektu: Edward Cichocki (1833-1899)

- 1903–1919 – Aleksandra Weyssenhoff
- 1919–1921 – Antonina Rudzka
- 1921–1939 – Aleksandra Weyssenhoff
- 1945–1952 – Karol Olszowski
- 1952–1966 – Zbigniew Wasiutyński
- 1966–1968 – Antoni Tyszyński
- 1968–1970 – Józef Zaorski
- 1970–1985 – Józef Piątek
- 1985–1993 – Jan Kobyliński
- 1993–2004 – Alina Dłużewska
- 2004–2008 – Jan Kobyliński
- od 2008 roku – Adam Stradowski

## Historyczne nazwy Przytułku

Plan budowy domu Przytułku, autorstwa Władysława Marconiego (z podpisem autora) z 1903 roku. Projekt zrealizowany – z podpisem Aleksandy Weyssenhoff

- 1882 – Opieka św. Józefa dla biednych i dzieci
- 1895 – Przytułek św. Franciszka Salezego dla osób do pracy niezdolnych i opuszczonych
- 1951 – Dom Opieki dla Dorosłych i Przedszkole
- 1972 – Dom dla Przewlekle Chorych
- 1990 – Dom Opieki Społecznej
- 2010 – Dom Pomocy Społecznej im. św. Franciszka Salezego w Warszawie
- 2019 - Dom Pomocy Społecznej Towarzystwa Przytułku św. Franciszka Salezego w Warszawie

## Galeria

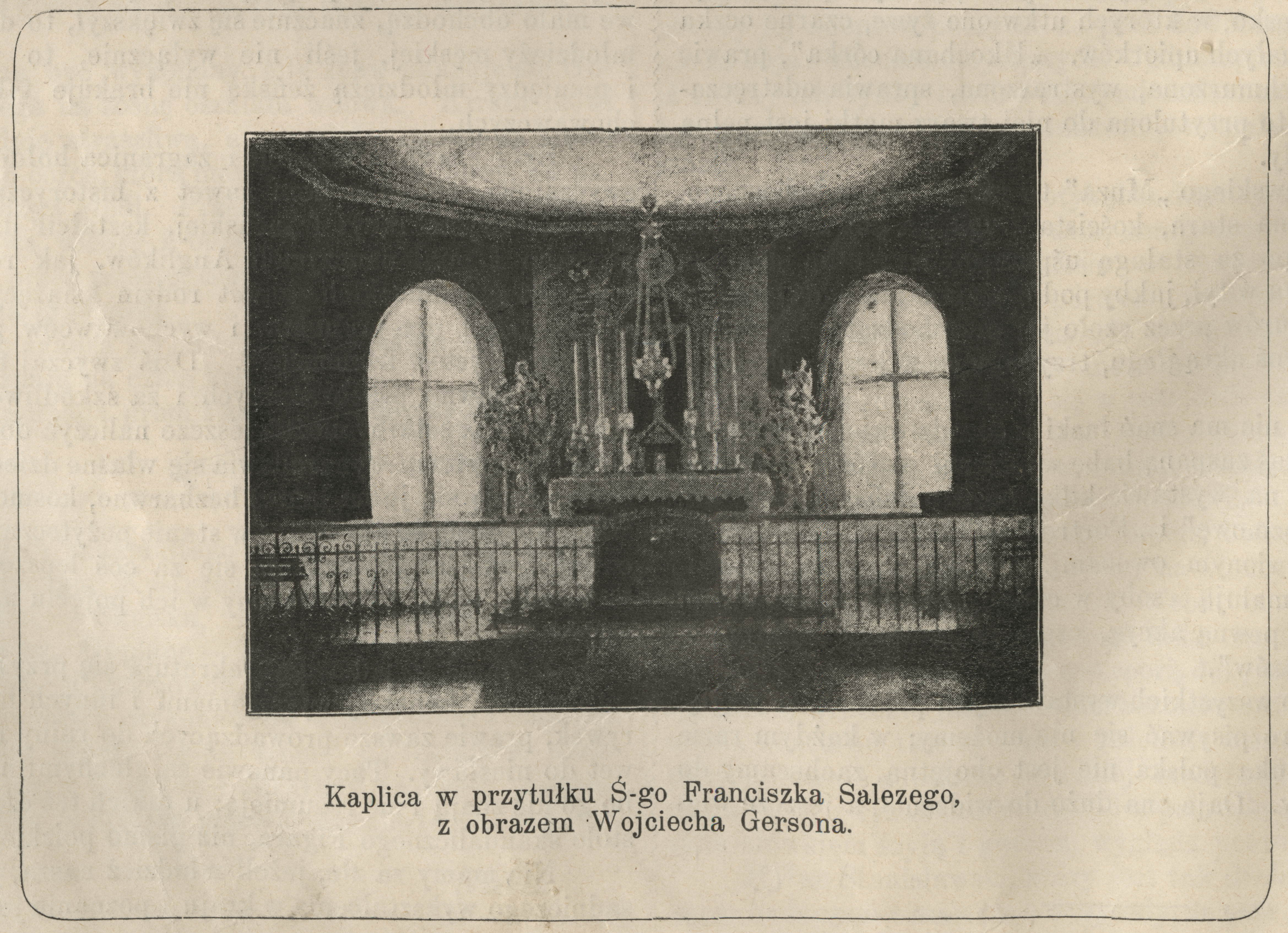
Kaplica w przytułku św. Franciszka Salezego
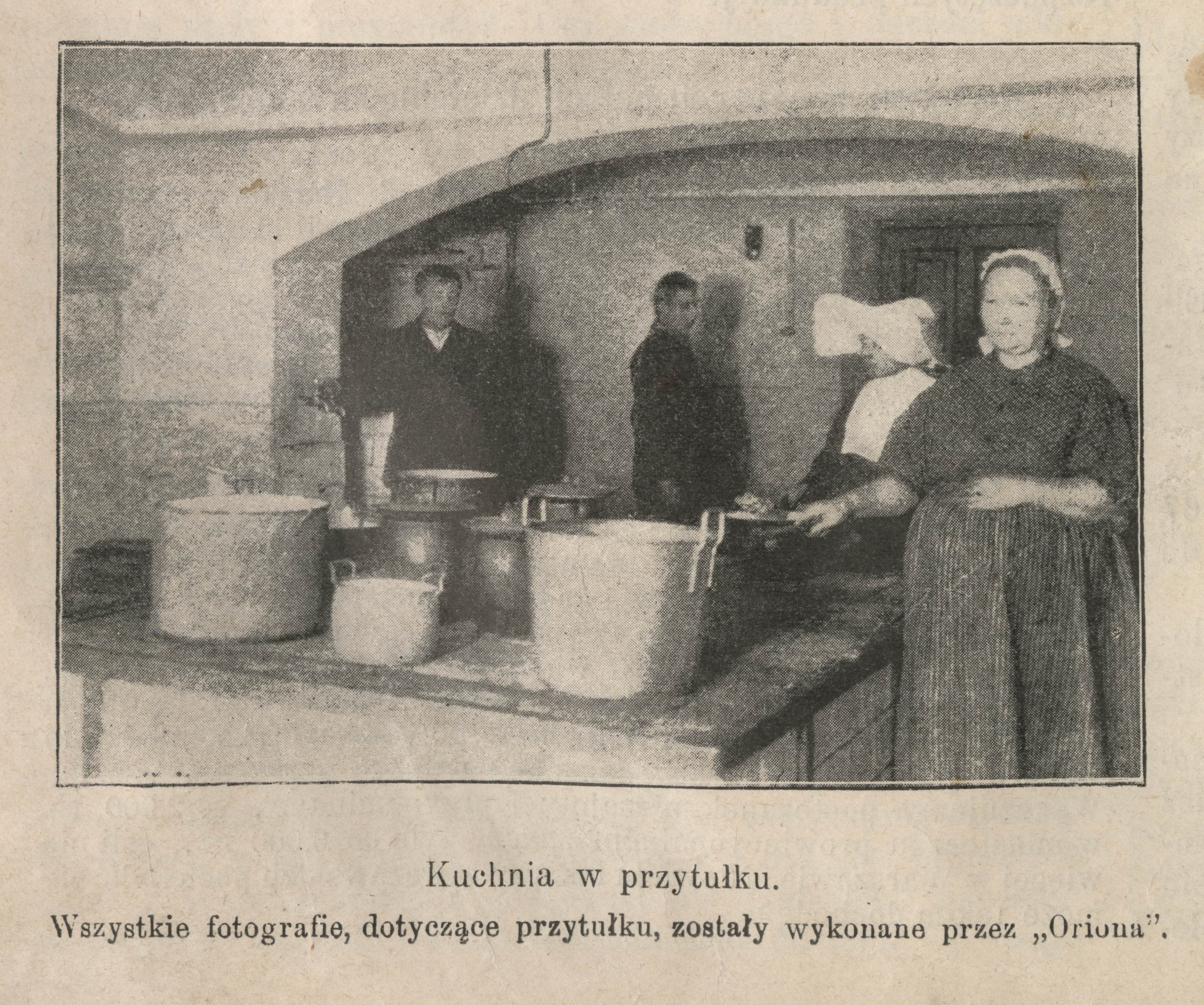
Kuchnia w przytułku pod koniec XIX wieku
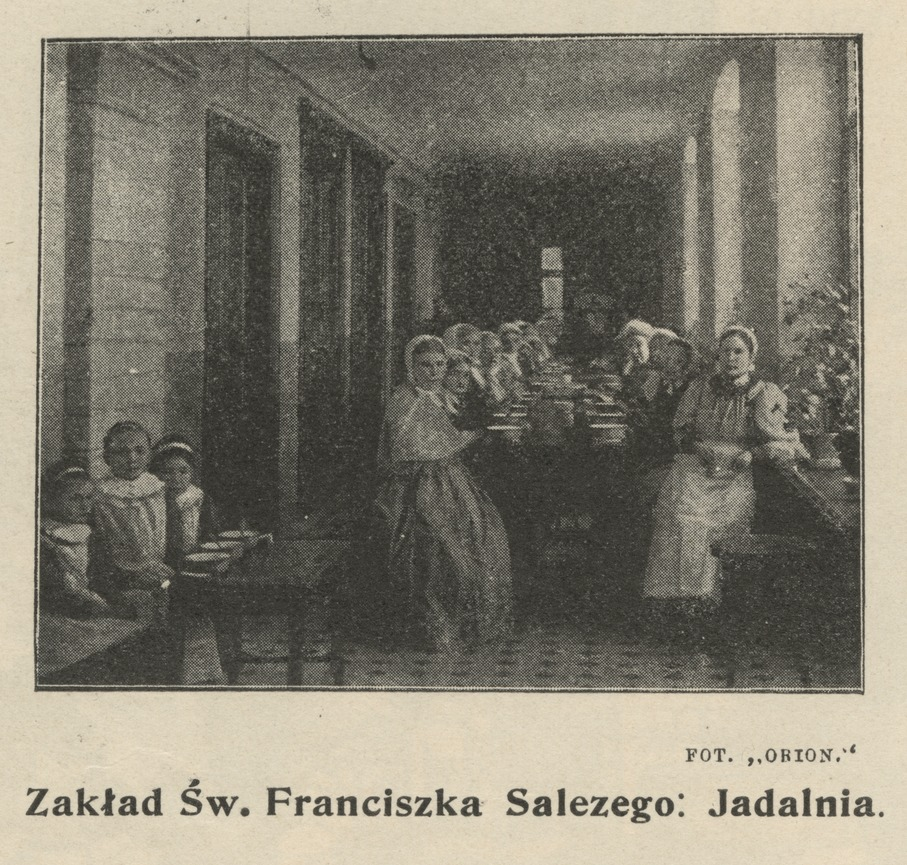
Jadalnia w przytułku pod koniec XIX wieku
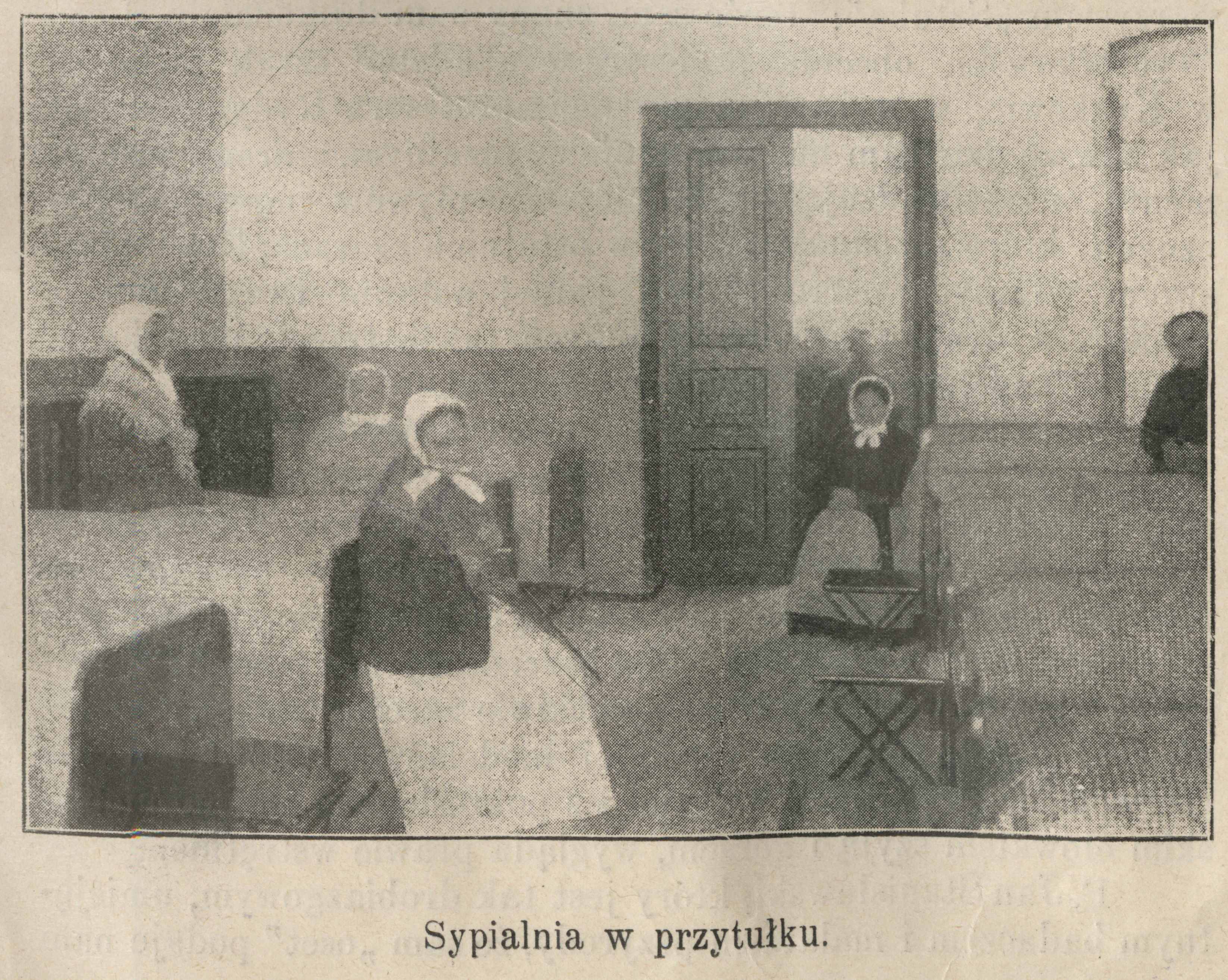
Sypialnia w przytułku pod koniec XIX wieku

## Struktura organizacji

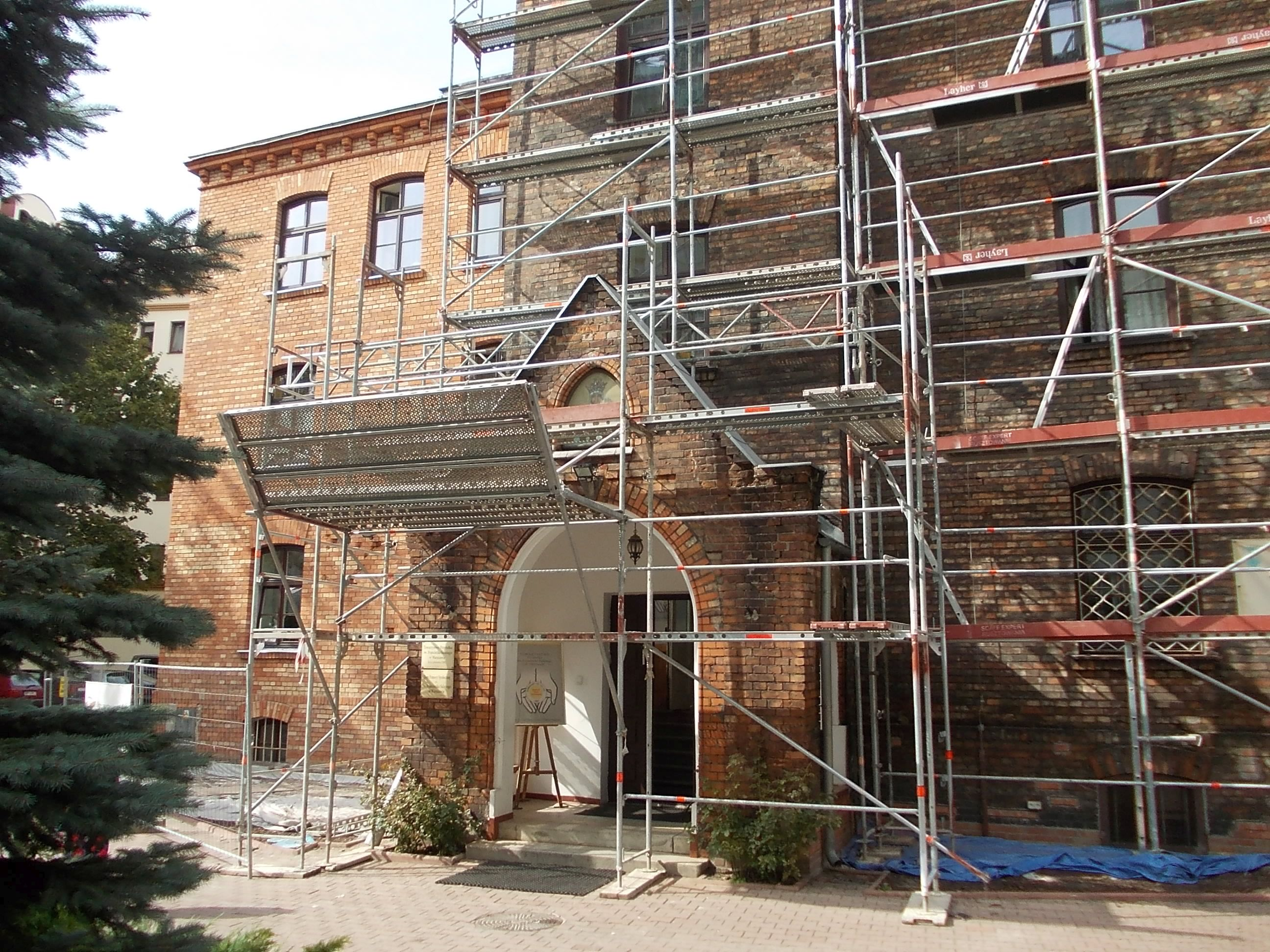
Rok 2014. Dom Towarzystwa Przytułku św. Franciszka Salezego w Warszawie przy ulicy Solec 36a. Prace remontowe

Organami Towarzystwa są Walne Zgromadzenie Członków, Zarząd i Komisja Rewizyjna.
Walne zgromadzenia: 31.10.1903 r. pierwsze Zgromadzenie po zatwierdzeniu Towarzystwa przez władze carskie (notatka w Kurierze Warszawskim nr 302 z 1 listopada 1903 r.)
Zgromadzenia zwyczajne odbywają się w 1. kwartale każdego roku. Zgromadzenia nadzwyczajne zwołuje się w sprawach pilnych, w dowolnym terminie.
Zebrania zarządu: posiedzenia Zarządu odbywają się raz w miesiącu lub częściej.
Dokumentacja: podczas każdego zgromadzenia walnego i posiedzenia Zarządu sporządzane są protokoły z przebiegu obrad. Zapisy protokołów od nr 1 -106  Zgromadzeń Walnych są dostępne w siedzibie w postaci oryginałów w Archiwum Społecznym Towarzystwa oraz skanów na www.przytuleksalezego.pl. 
Rozwój: budowa i uruchomienie Dziennego Domu Opieki 

## Statut
17.02.1903 r. zatwierdzony przez Ministerstwo Spraw Wewnętrznych w Petersburgu. W pierwszym statucie określono:
- podstawowe cele (bezpłatna opieka dla opuszczonych i do pracy niezdolnych oraz dzieci)

- strukturę społeczną (członkami Towarzystwa mogą być osoby obojga płci, każdego stanu, majątku i wyznania)

- skład (organa Towarzystwa) oraz ich kompetencje

Ostatnią zmianę wniesiono 25.03.2017 r.  